# 江頭光
江頭　光（えがしら こう、1925年11月26日 - 2009年11月28日[1]）は、日本の新聞記者、著作者。

## 略歴
学徒出陣後、1948年國學院大學国文学科卒。同年西日本新聞入社。社会部次長、福岡市都市圏部長、文化部長などを歴任。1993年第18回福岡市文化賞（地域史部門）受賞。1982年～1998年福岡市社会教育委員長[2]。
地元の行事を温かく的確に報道し「博多記者」と称された。博多の行事を「国学の視点」でとらえ直したからこそ、著作は今も新鮮だ、と評された[3]。
博多に関する著書を現役記者時代から退職後まで多数刊行。没後においても2011年に「博多ことば」が海鳥社から新装再刊された。

## 主な著作
| 『がめに 博多歳時記』                                 | 西日本新聞社出版部 | 1972年 |
| 『新がめ煮、博多歳時記』                              | 西日本新聞社出版部 | 1973年 |
| 『博多人情ことわざ百科』                              | 西日本新聞社出版部 | 1975年 |
| 『博多おやまあ、新聞100年』                           | 西日本新聞社出版部 | 1977年 |
| 『博多に生きる、平五郎一代』                          | 西日本新聞社出版部 | 1977年 |
| 「博多人形のしおり」                                  | 増屋               | 1978年 |
| 『ふてえがってえ、福岡意外史』                        | 西日本新聞社出版部 | 1980年 |
| 『私たちの町の民話とわらべ唄』                        | 日本電信電話公社   | 1982年 |
| 『福岡県の工芸、伝統と現代』 編集                     | 平凡社             | 1984年 |
| 『博多がめ煮、面白絵本』 え・西島伊三雄               | プランニング秀巧社 | 1984年 |
| 『ふくおかの人物 広田弘毅・川上音二郎』北川晃二と共著 | 光文館             | 1987年 |
| 『雲峰閑話、進藤一馬聞書』                            | 西日本新聞社出版部 | 1987年 |
| 『社頭春秋 田村克喜聞書』                             | 西日本新聞社出版部 | 1988年 |
| 『福岡100年』                                         | ぐるーぷ・ぱあめ   | 1989年 |
| 『天神の旗、都心界四十年の歩み』                      | 都心界編集委員会   | 1989年 |
| 『博多の絵日記』 え・西島伊三雄                       | プランニング秀巧社 | 1995年 |
| 『博多川上音二郎』                                    | 西日本新聞社出版部 | 1996年 |
| 『博多ことわざ散歩』                                  | 葦書房             | 1997年 |
| 『博多ことば』                                        | 葦書房             | 1998年 |
| 『知っとうね博多・福岡歴史まんが』 監修               | 拡大本の会         | 2000年 |
| 『博多ことば』 新装刊                                 | 海鳥社             | 2011年 |